# Giro di Slovenia 2017
Il Giro di Slovenia 2017, ventiquattresima edizione della corsa, valevole come prova dell'UCI Europe Tour 2017 categoria 2.1, si svolse in quattro tappe dal 15 al 18 giugno 2017 su un percorso di 655,2 km, con partenza da Capodistria e arrivo a Novo Mesto, in Slovenia. La vittoria fu appannaggio del polacco Rafał Majka, che completò il percorso in 15h56'23", alla media di 41,098 km/h, precedendo l'italiano Giovanni Visconti e l'australiano Jack Haig.
Sul traguardo di Novo Mesto 133 ciclisti, su 147 partiti da Capodistria, portarono a termine la competizione.

## Tappe
| Tappa  | Data      | Percorso                     | km    | Vincitore di tappa | Leader cl. generale |
| ------ | --------- | ---------------------------- | ----- | ------------------ | ------------------- |
| 1ª     | 15 giugno | Capodistria > Kočevje        | 159,4 | Sam Bennett        | Sam Bennett         |
| 2ª     | 16 giugno | Lubiana > Lubiana            | 169,9 | Luka Mezgec        | Luka Mezgec         |
| 3ª     | 17 giugno | Celje > Rogla                | 167,7 | Rafał Majka        | Rafał Majka         |
| 4ª     | 18 giugno | Rogaška Slatina > Novo Mesto | 158,2 | Sam Bennett        | Rafał Majka         |
| Totale | Totale    | Totale                       | 655,2 |                    |                     |

## Squadre e corridori partecipanti
| N.    | Cod. | Squadra                       |
| ----- | ---- | ----------------------------- |
| 1-7   | DDD  | Team Dimension Data           |
| 11-16 | UAD  | UAE Team Emirates             |
| 21-28 | ORS  | Orica-Scott                   |
| 31-38 | BOH  | Bora-Hansgrohe                |
| 41-48 | TBM  | Bahrain-Merida                |
| 51-58 | WIL  | Wilier Triestina-Selle Italia |
| 61-68 | ANS  | Androni-Sidermec-Bottecchia   |
| 71-78 | GAZ  | Gazprom-RusVelo               |
| 81-88 | NIP  | Nippo-Vini Fantini            |
| 91-98 | ADR  | Adria Mobil                   |

| N.      | Cod. | Squadra                      |
| ------- | ---- | ---------------------------- |
| 101-108 | SAN  | Sangemini-MG.K Vis           |
| 111-118 | TIR  | Tirol Cycling Team           |
| 121-128 | ELA  | Elkov-Author Cycling Team    |
| 131-138 | MKT  | Meridiana Kamen Team         |
| 141-148 | BCP  | Synergy Baku Cycling Project |
| 151-158 | HAC  | Hrinkow Advarics Cycleang    |
| 161-167 | ROG  | Rog-Ljubljana                |
| 171-178 | AMP  | Amplatz-BMC                  |
| 181-187 | SVN  | Slovenia                     |

## Dettagli delle tappe

### 1ª tappa
- 15 giugno: Capodistria > Kočevje – 159,4 km

Risultati
| Pos. | Corridore       | Squadra      | Tempo    |
| ---- | --------------- | ------------ | -------- |
| 1    | Sam Bennett     | Bora         | 3h49'46" |
| 2    | Sonny Colbrelli | Bahrain-Mer. | s.t.     |
| 3    | Luka Mezgec     | Orica        | s.t.     |

| Pos. | Corridore       | Squadra      | Tempo    |
| ---- | --------------- | ------------ | -------- |
| 1    | Sam Bennett     | Bora         | 3h49'36" |
| 2    | Sonny Colbrelli | Bahrain-Mer. | a 4"     |
| 3    | Žiga Jerman     | Rog          | s.t.     |

### 2ª tappa
- 16 giugno: Lubiana > Lubiana – 169,9 km

Risultati
| Pos. | Corridore       | Squadra   | Tempo    |
| ---- | --------------- | --------- | -------- |
| 1    | Luka Mezgec     | Orica     | 3h50'51" |
| 2    | Roberto Ferrari | UAE       | s.t.     |
| 3    | Mark Renshaw    | Dimension | s.t.     |

| Pos. | Corridore       | Squadra | Tempo    |
| ---- | --------------- | ------- | -------- |
| 1    | Luka Mezgec     | Orica   | 7h40'23" |
| 2    | Sam Bennett     | Bora    | a 4"     |
| 3    | Roberto Ferrari | UAE     | a 8"     |

### 3ª tappa
- 17 giugno: Celje > Rogla – 167,7 km

Risultati
| Pos. | Corridore         | Squadra      | Tempo    |
| ---- | ----------------- | ------------ | -------- |
| 1    | Rafał Majka       | Bora         | 4h34'08" |
| 2    | Giovanni Visconti | Bahrain-Mer. | a 3"     |
| 3    | Jack Haig         | Orica        | a 11"    |

| Pos. | Corridore         | Squadra      | Tempo     |
| ---- | ----------------- | ------------ | --------- |
| 1    | Rafał Majka       | Bora         | 12h14'35" |
| 2    | Giovanni Visconti | Bahrain-Mer. | a 7"      |
| 3    | Jack Haig         | Orica        | a 17"     |

### 4ª tappa
- 18 giugno: Rogaška Slatina > Novo Mesto – 158,2 km

Risultati
| Pos. | Corridore       | Squadra      | Tempo    |
| ---- | --------------- | ------------ | -------- |
| 1    | Sam Bennett     | Bora         | 3h41'48" |
| 2    | Mark Cavendish  | Dimension    | s.t.     |
| 3    | Sonny Colbrelli | Bahrain-Mer. | s.t.     |

| Pos. | Corridore         | Squadra      | Tempo     |
| ---- | ----------------- | ------------ | --------- |
| 1    | Rafał Majka       | Bora         | 15h56'23" |
| 2    | Giovanni Visconti | Bahrain-Mer. | a 7"      |
| 3    | Jack Haig         | Orica        | a 17"     |

## Evoluzione delle classifiche
| Tappa              | Vincitore          | Classifica generale Maglia verde | Classifica a punti Maglia rossa | Classifica scalatori Maglia blu | Classifica giovani Maglia bianca | Classifica a squadre |
| ------------------ | ------------------ | -------------------------------- | ------------------------------- | ------------------------------- | -------------------------------- | -------------------- |
| 1ª                 | Sam Bennett        | Sam Bennett                      | Sam Bennett                     | Luca Pacioni                    | Žiga Jerman                      | Bora-Hansgrohe       |
| 2ª                 | Luka Mezgec        | Luka Mezgec                      | Luka Mazgec                     | Luca Pacioni                    | Žiga Jerman                      | UAE Team Emirates    |
| 3ª                 | Rafał Majka        | Rafał Majka                      | Luka Mazgec                     | Rafał Majka                     | Tadej Pogačar                    | Nippo-Vini Fantini   |
| 4ª                 | Sam Bennett        | Rafał Majka                      | Sam Bennett                     | Rafał Majka                     | Tadej Pogačar                    | Nippo-Vini Fantini   |
| Classifiche finali | Classifiche finali | Rafał Majka                      | Sam Bennett                     | Rafał Majka                     | Tadej Pogačar                    | Nippo-Vini Fantini   |

## Classifiche finali

### Classifica generale - Maglia verde
| Pos. | Corridore           | Squadra      | Tempo     |
| ---- | ------------------- | ------------ | --------- |
| 1    | Rafał Majka         | Bora         | 15h56'23" |
| 2    | Giovanni Visconti   | Bahrain-Mer. | a 7"      |
| 3    | Jack Haig           | Orica        | a 17"     |
| 4    | Gregor Mühlberger   | Bora         | a 35"     |
| 5    | Tadej Pogačar       | Rog          | a 46"     |
| 6    | Hermann Pernsteiner | Amplatz      | a 48"     |
| 7    | Mattia Cattaneo     | Androni      | a 1'08"   |
| 8    | Paweł Cieślik       | Elkov        | a 1'13"   |
| 9    | Ivan Santaromita    | Nippo        | a 1'14"   |
| 10   | Edward Ravasi       | UAE          | a 1'31"   |

### Classifica a punti - Maglia rossa
| Pos. | Corridore       | Squadra      | Punti |
| ---- | --------------- | ------------ | ----- |
| 1    | Sam Bennett     | Bora         | 50    |
| 2    | Luka Mezgec     | Orica        | 50    |
| 3    | Sonny Colbrelli | Bahrain-Mer. | 50    |
| 4    | Roberto Ferrari | UAE          | 46    |
| 5    | Rafał Majka     | Bora         | 33    |

### Classifica scalatori - Maglia blu
| Pos. | Corridore         | Squadra      | Punti |
| ---- | ----------------- | ------------ | ----- |
| 1    | Rafał Majka       | Bora         | 12    |
| 2    | Giovanni Visconti | Bahrain-Mer. | 8     |
| 3    | Žiga Grošelj      | Adria Mobil  | 7     |
| 4    | Jack Haig         | Orica        | 6     |
| 5    | Manuel Belletti   | Wilier       | 6     |

### Classifica giovani - Maglia bianca
| Pos. | Corridore       | Squadra      | Punti     |
| ---- | --------------- | ------------ | --------- |
| 1    | Tadej Pogačar   | Rog          | 15h57'09" |
| 2    | Domen Novak     | Bahrain-Mer. | a 2'30"   |
| 3    | Izidor Penko    | Rog          | a 3'39"   |
| 4    | Daniel Martínez | Wilier       | a 9'31"   |
| 5    | Nicola Bagioli  | Nippo        | a 15'33"  |

### Classifica a squadre
| Pos. | Squadra                     | Tempo     |
| ---- | --------------------------- | --------- |
| 1    | Nippo-Vini Fantini          | 47h55'44" |
| 2    | Sangemini-MG.K Vis          | a 53"     |
| 3    | Androni-Sidermec-Bottecchia | a 3'34"   |
| 4    | Gazprom-RusVelo             | a 5'16"   |
| 5    | Bahrain-Merida              | a 11'04"  |